# End of the Century
| 전문가 평가                   | 전문가 평가 |
| 평가 점수                     | 평가 점수   |
| 출처                          | 점수        |
| ----------------------------- | ----------- |
| AllMusic                      | [ 1 ]       |
| Pitchfork                     | 6.4/10      |
| Q                             | [ 3 ]       |
| Record Mirror                 | [ 4 ]       |
| The Rolling Stone Album Guide | [ 5 ]       |
| Smash Hits                    | 7/10        |
| Spin Alternative Record Guide | 3/10        |
| Uncut                         | [ 8 ]       |
| The Village Voice             | B+          |

《End of the Century》는 1980년 2월 4일, 사이어 레코드를 통해 발매된 미국의 펑크 록 밴드 라몬즈의 다섯 번째 스튜디오 음반이다. 이 음반은 필 스펙터가 밴드 최초로 프로듀싱한 음반이지만, 그는 경력 초기에 밴드에 도움을 제공했다. 스펙터가 음반을 완전히 프로듀싱하면서 1978년 밴드를 떠났지만 이전 음반 《Road to Ruin》을 프로듀싱했던 오리지널 멤버 토미 라몬을 제외한 첫 번째 음반이 되었다. 스펙터는 고품질 오버더빙과 반향실 효과와 같은 고급 엔지니어링 표준을 사용했다. 이러한 고된 방법은 라몬즈가 더 빠른 녹음 과정에 익숙해져 있었기 때문에 밴드와 스펙터 사이에 갈등을 일으켰다. 스펙터는 이전 음반 세션을 훨씬 뛰어넘는 약 20만 달러의 예산으로 작업하면서 제작 가치도 강조했다.
《End of the Century》의 노래는 주로 밴드의 오리지널 펑크 장르에서 벗어나 팝 중심의 사운드를 지향하며 밴드의 팬층을 넓히기 위해 작곡되었다. 음반의 가사는 마약 중독부터 투어 중 밴드의 라이프스타일에 이르기까지 다양한 주제를 다루고 있다. 또한 이 음반에는 더 로네츠의 노래 〈Baby, I Love You〉의 커버와 이전 라몬즈 노래 〈Judy Is a Punk〉 및 〈Havana Affair〉의 후속 곡도 수록되어 있다.
이 음반은 비평가들로부터 대체로 긍정적인 평가를 받았지만, 스펙터의 프로듀싱 품질과 주류 성공에 대한 밴드의 열망이 음악에 드러나기 시작하면서 많은 리뷰어들이 이전 음반에 대해 이전보다 덜 호의적이었다. 그럼에도 불구하고 이 음반은 미국 빌보드 200 차트에서 44위, 영국 음반 차트에서 14위에 오르며 역대 가장 높은 차트를 기록한 라몬즈 음반이다. 《End of the Century》에는 싱글 〈Baby, I Love You〉와 〈Do You Remember Rock 'n' Roll Radio?〉가 탄생했으며, 둘 다 유럽에서 차트에 올랐다.

## 녹음 및 제작
1977년 2월, 로스앤젤레스에서 열린 라몬즈 콘서트에 참석한 후 음악 프로듀서 필 스펙터는 《Rocket to Russia》 제작을 지원하겠다고 제안했다. 밴드는 토미 라몬과 토니 본지오비가 음반을 제작하지 않았다면 음반이 예전 같지 않을 것 같다는 생각에 그의 제안을 거절했다. 밴드는 처음 제안을 거절했지만, 나중에 경영진은 인기와 판매량이 부족하다는 이유로 스펙터에게 음반 제작을 도와달라고 요청했다. 《End of the Century》는 전직 드러머이자 프로듀서였던 토미가 빠진 첫 번째 음반이 될 것이다. 스펙터는 더 로네츠, 라이처스 브라더스, 아이크 & 티나 터너, 비틀즈와 존 레논 등과의 작업을 통해 유명해졌다. 이 음반에서 스펙터는 AM 라디오와 주크박스에서 잘 알려진 밀도 높고 레이어드하며 울림이 있는 사운드인 "월 오브 사운드"를 정의했다. 이러한 표준은 고품질 오버더빙과 반향실 효과를 사용하여 동일한 부분을 한 목소리로 연주하는 악기를 통해 만들어다. 프로듀서는 라몬즈가 가사와 음악 구조에 재능이 있다고 확신했기 때문에 보다 발전된 사운드 출력 방법을 통해 밴드를 홍보하고자 했다.
1979년 5월 1일, 로스앤젤레스 할리우드의 골드 스타 스튜디오에서 음반 녹음 세션이 시작되었다. 골드 스타 스튜디오는 에디 코크런, 비치 보이스와 같은 아티스트들과 함께 역사를 통해 유명해졌다. 라몬즈의 요청에 따라 에드 스타시움은 로스앤젤레스에서 밴드에 합류하여 기타 파트를 추가하고 백 보컬을 노래했지만 엔지니어링은 하지 않았다. 스튜디오 작업 중 스펙터의 녹음 방식은 라몬즈가 이전 네 장의 스튜디오 음반에서 익숙했던 방식과는 달랐다. 밴드는 상대적으로 제작 가치가 낮은 최저 예산으로 가능한 한 최단 시간 내에 이전 작곡을 녹음했다. 밴드가 믹싱하는 데 거의 6개월이 걸렸던 《End of the Century》를 통해 스펙터의 악명 높은 완벽주의를 경험했고, 음반을 완전히 녹음하고 제작하는 데 20만 달러의 예산이 들었다. 밴드의 데뷔 음반 가격은 총 6,400달러, 두 번째 음반 가격은 10,000달러였기 때문에 의미가 크다. 《End of the Century》는 라몬즈의 커리어에서 가장 비싼 음반이다.

## 곡 목록
| #  | 제목                                     | 작사·작곡             | 재생 시간 |
| -- | ---------------------------------------- | --------------------- | --------- |
| 1. | 〈Do You Remember Rock 'n' Roll Radio?〉 | 조이 라몬             | 3:50      |
| 2. | 〈I'm Affected〉                         | 조이 라몬             | 2:51      |
| 3. | 〈Danny Says〉                           | 조이 라몬             | 3:06      |
| 4. | 〈Chinese Rock〉                         | 디 디 라몬, 리처드 헬 | 2:28      |
| 5. | 〈The Return of Jackie and Judy〉        | 라몬즈                | 3:12      |
| 6. | 〈Let's Go〉                             | 디 디 라몬, 조니 라몬 | 2:31      |

| #   | 제목                          | 작사·작곡                           | 재생 시간 |
| --- | ----------------------------- | ----------------------------------- | --------- |
| 7.  | 〈Baby, I Love You〉          | 빌 스펙터, 제프 배리, 엘리 그리니치 | 3:47      |
| 8.  | 〈I Can't Make It on Time〉   | 조이 라몬                           | 2:32      |
| 9.  | 〈This Ain't Havana〉         | 디 디 라몬, 조니 라몬               | 2:18      |
| 10. | 〈Rock 'n' Roll High School〉 | 조이 라몬                           | 2:38      |
| 11. | 〈All the Way〉               | 라몬즈                              | 2:29      |
| 12. | 〈High Risk Insurance〉       | 디 디 라몬                          | 2:08      |

## 인증
| 국가                       | 인증 | 판매량/출하량 |
| -------------------------- | ---- | ------------- |
| 아르헨티나 (CAPIF)         | 골드 | 30,000^       |
| ^출하량을 기반으로 한 인증 |      |               |